# Списък на политическите партии в Косово
Парламентарно представени партии в Косово са:
- Демократическа партия на Косово
- Демократическа лига на Косово
- Нов косовски алианс
- Демократическа лига на Дардания
- Албанска християн-демократическа партия на Косово
- Алианс за бъдещето на Косово
- Коалиция „Вакат“
- Турска демократическа партия на Косово
- Обединена партия на циганите в Косово
- Гражданска инициатива на горанците
- Нова демократическа инициатива на Косово
- Партия на демократическите действия